# 모바일 학습

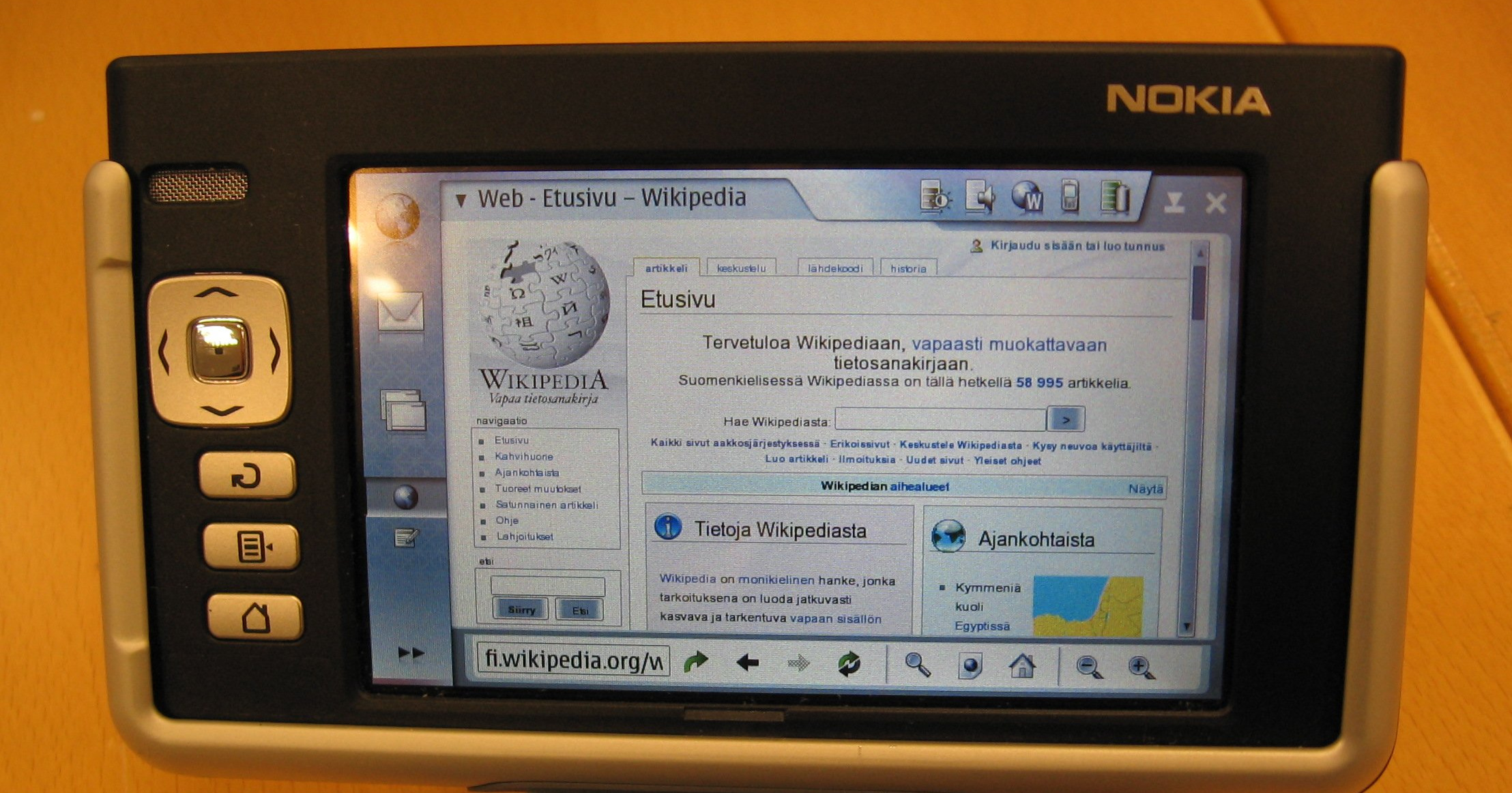
모바일 학습의 예

모바일 학습(mobile-learning, mLearning, 엠러닝)은 이동시에도 학습할 수 있는 환경(즉, 위치에 제약을 받지 않는 환경)에서 이루어지는 전자 학습이다. 휴대용 통신기기가 발달함에 따라 모바일 학습이 가능하게 되었다.
모바일 학습은 어디서나 접근이 가능하다는 점에서 편리하다. 모바일 장치는 종종 인터넷에 연결되므로 피드백과 팁을 즉시 공유할 수 있다. 모바일 학습은 책과 노트를 맞춤형 학습 콘텐츠가 담긴 소형 디바이스로 대체해 강력한 휴대성을 제공한다. 게다가 책, CD, DVD 등 전통 미디어에 비해 태블릿에 있는 디지털 콘텐츠의 가격이 급격하게 떨어지기 때문에 비용 효율적이라는 장점도 있다.

## 같이 보기
- 전자 학습